# Brink's
The Brink's Company er en amerikansk kontant- og værdihåndteringsvirksomhed med hovedkvarter i Richmond, Virginia. Deres services inkluderer håndtering og transport af kontanter og værdier. De har 1.300 afdelinger, 16.400 biler og 70.000 ansatte i 100 lande.